# Тиньська Гора
Тиньська Гора (словен. Tinjska Gora) — поселення в общині Словенська Бистриця, Подравський регіон‎, Словенія.